# Wallfahrtskirche Maria Trost (Klášterec nad Ohří)

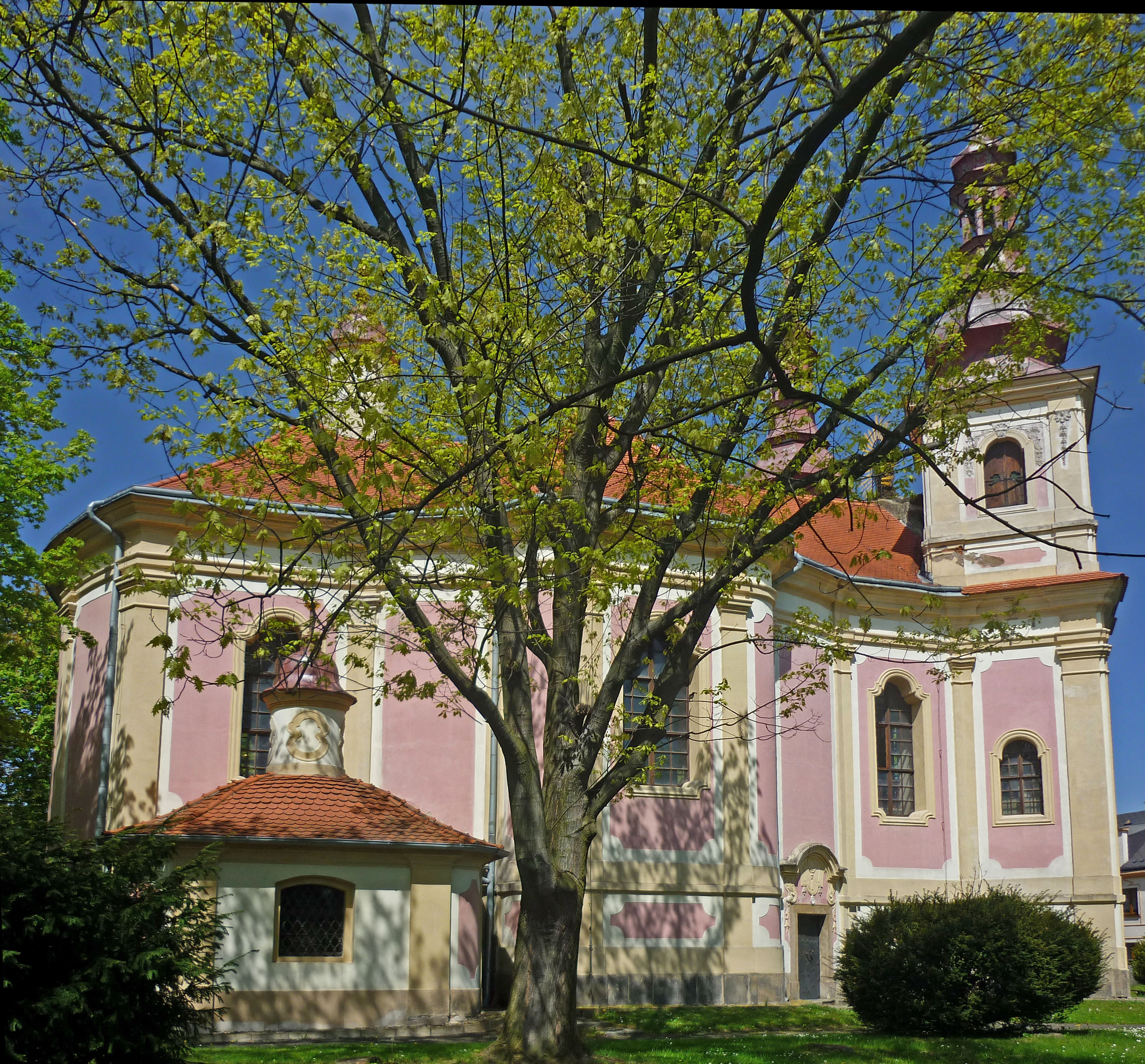
Wallfahrtskirche Maria Trost in Klášterec nad Ohří

Die Wallfahrtskirche Maria Trost (tschechisch: Kostel Panny Marie oder Panny Marie Utěšitelky), auch als Maria-Schutz-Kirche (Panny Marie Ochranitelky) oder Friedhofskirche bezeichnet, ist eine Rokoko-Kirche auf dem Friedhof im westlichen Teil der Stadt Klášterec nad Ohří (Klösterle an der Eger). Sie ist eine Filialkirche der barocken Pfarrkirche zur hl. Dreifaltigkeit im Zentrum der Stadt und steht unter Denkmalschutz.

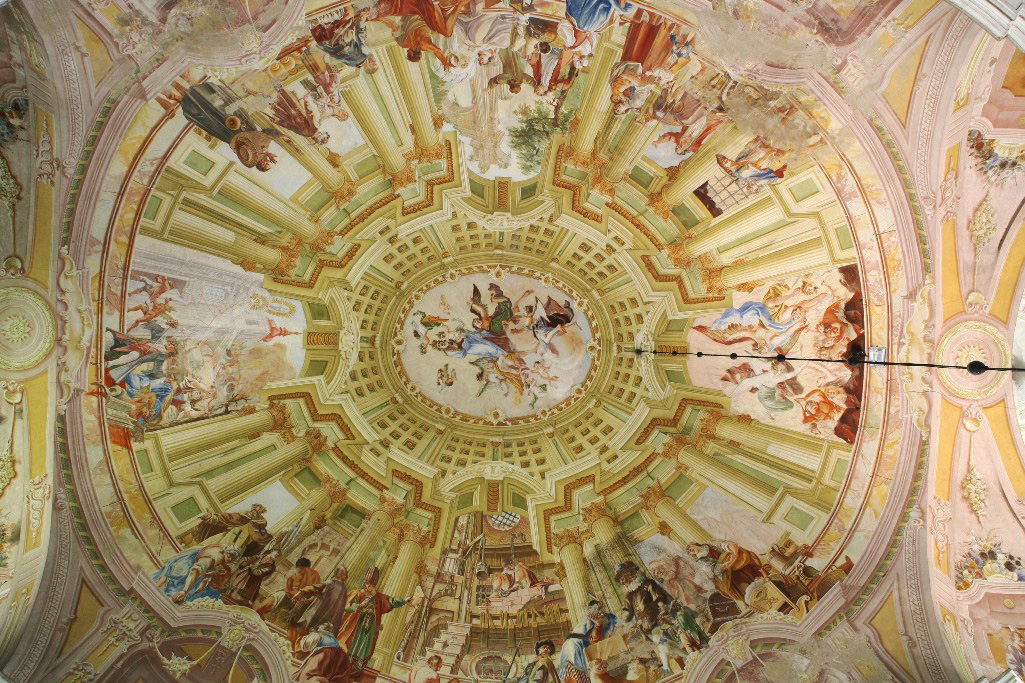
Deckenfresko „Das Geheimnis des Rosenkranzes“

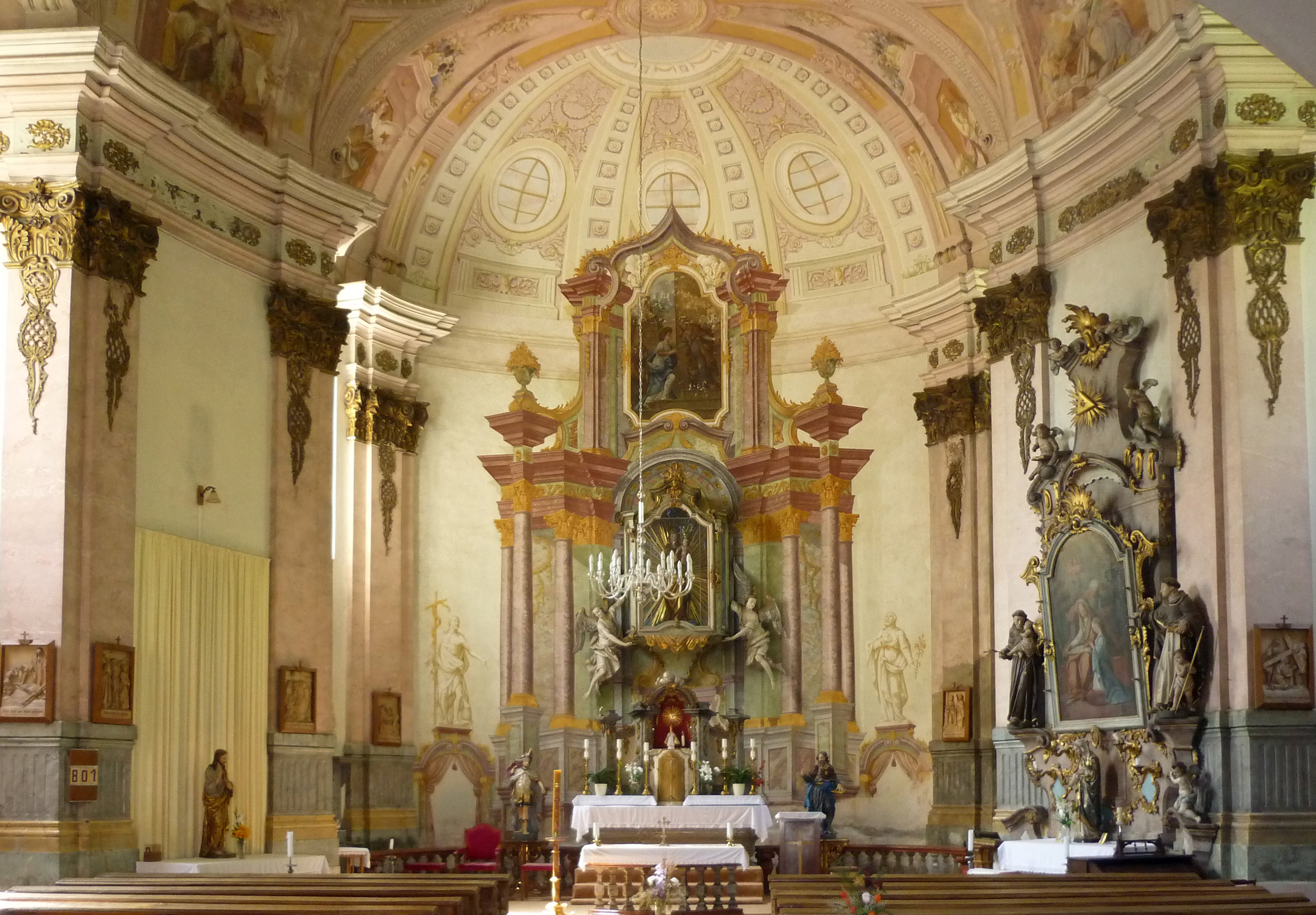
Innenraum der Wallfahrtskirche Maria Trost

## Architektur und Baugeschichte
Anstelle einer alten Friedhofskapelle (aus der Zeit um 1500) wurde die neue Kirche in den Jahren 1743–1760 von Johann Christoph Kosch aus Kaaden (Kadaň) im Rokokostil erbaut. Als Vorbild diente ihm die Kirche des hl. Johannes von Nepomuk in der Prager Neustadt.
Die Kirche wurde am 4. Juli 1750 vom Vikar Wenzel Kirchner aus Deutsch Kralup (Kralupy u Chomutova) geweiht.
Der Hauptaltar und die beiden Seitenaltäre wurden 1823 von Andreas Friedrich aus Komotau (Chomutov) mit gemalter Scheinarchitektur versehen.
An den Seitenaltären befinden sich die Statuen der hl. Barbara und des hl. Vinzenz (ergänzt durch Statuen von Engeln) und ein Bild der hl. Ottilie. Die Skulpturen aus der Zeit um 1760 stammen vom Bildhauer Karl Waitzmann aus Kaaden.
Die Kirche besitzt zwei Seitenkapellen und zwei Sakristeien und ist mit dem beachtenswerten Deckenfresko „Geheimnis des Rosenkranzes“ ausgestattet.
Die Fresken zeigen die Wunder der Jungfrau Maria und Mariä Geburt und wurden in den Jahren 1752–1760 vom Maler Josef Hager (1726–1781) aus Preßnitz (Přísečnice) geschaffen.
Die Fresken im Chor stellen die vier Evangelisten und die Kirchenväter in illusionistischer Scheinarchitektur dar.
Eine Renovierung der Kirche erfolgte in den Jahren 1825 und 1967.
Die Türme wurden erst im Jahr 1831 nach den Plänen von Karl Siech fertiggestellt. An der Friedhofsmauer zur Straße hin steht eine achteckige Rokokokapelle mit halbkreisförmigen Nischen, Ecklisenen und einer Laterne, erbaut 1764/65 von J. C. Kosch, die ursprünglich als Leichenhalle gedient hat.

### Marienverehrung
Die Marienverehrung in dieser Kirche zeigt sich in der gotischen Holzstatue der Jungfrau Maria von 1480–1490 in einem Glaskasten über dem Hauptaltar und an einer kleinen Marienstatue von 1765 (Gnadenbild).
Die gotische Holzstatue stammt aus dem Augustinerkloster Prag. Die Marienverehrung begann, als diese dann ab 1652 zunächst in der Dreifaltigkeitskirche in Klösterle und danach in der Nikolauskirche in Niklasdorf (Mikulovice) bei Klösterle aufgestellt war, bevor sie 1683 in die Friedhofskirche überführt wurde. Damit begann hier die Wallfahrtstradition, die bis in die Gegenwart anhält.